# Себальос, Дани
Даниэ́ль Себа́льос Ферна́ндес (исп. Daniel Ceballos Fernández; род. 7 августа 1996[…], Утрера, Андалусия) — испанский футболист, центральный полузащитник клуба «Реал Мадрид». Серебряный призёр Олимпийских игр 2020 года в Токио. Чемпион Европы в составе сборных Испании: юношеской до 19 лет (2015) и молодёжной (2019).

## Клубная карьера

### «Реал Бетис»
Даниэль начинал свою карьеру в «Севилье», был вынужден уйти из-за проблем со здоровьем. После двух лет игры в команде родного города «Утрере», оказался в стане её непримиримого соперника — клубе «Реал Бетис».
Его дебют в Примере состоялся 26 апреля 2014 года в матче против команды «Реал Сосьедад». Это был его единственный матч в том сезоне. По его итогам «Бетис» опустился в Сегунду.
В следующем сезоне Дани стал твёрдым игроком основы своего клуба и помог ему вернуться в Примеру.

### «Реал Мадрид»
14 июля 2017 года мадридский «Реал» объявил о подписании контракта с игроком. Соглашение рассчитано на шесть лет. 20 июля 2017 года был официально представлен в качестве игрока «Реал Мадрид». Игрок будет выступать под 24 номером.
17 августа Дани официально дебютировал за новый клуб. Он заменил Тони Крооса во втором матче Суперкубка Испании 2017 против «Барселоны». Встреча, проходившая на «Сантьяго Бернабеу», завершилась со счётом 2:0 в пользу «сливочных».
23 сентября Себальос отметился дублем в ворота «Алавеса». Встреча завершилась со счётом 2:1 в пользу столичной команды.

### «Арсенал»
В 2019 году игрок перешёл на правах аренды в лондонский клуб на один сезон. В прошлом сезоне Себальос забил 3 мяча в 23 матчах за «Реал Мадрид». 4 сентября 2020 года «Арсенал» продлил арендное соглашение Даниэля на один сезон.

### Возвращение в «Реал Мадрид»
По окончании сезона 2020/21 Дани Себальос вернулся в стан «сливочных». В своём первом сезоне после возвращения (2021/22) выиграл с клубом три трофея (Суперкубок Испании, Ла Лига и Лига Чемпионов), отыграв в общей сложности 18 матчей.
19 января 2023 года принял участие в матче 1/8 финала Кубка Испании против «Вильярреала», заменив на 56 минуте Тони Крооса. «Сливочные» уступали сопернику со счётом 2:0, но уже через минуту после своего выхода на поле Себальос отличился голевой передачей на Винисиуса Жуниора, на 69 минуте – предголевой передачей на гол Эдера Милитао, позволивший сравнять счёт, а в финальной части, на 86-й минуте, отметился эффектным бильярдным ударом в правый нижний угол с передачи Марко Асенсио. Таким образом, своим появлением на поле Дани радикально изменил ход игры, стал протагонистом поединка и помог команде выйти в 1/4 финала турнира.

## Карьера в сборной

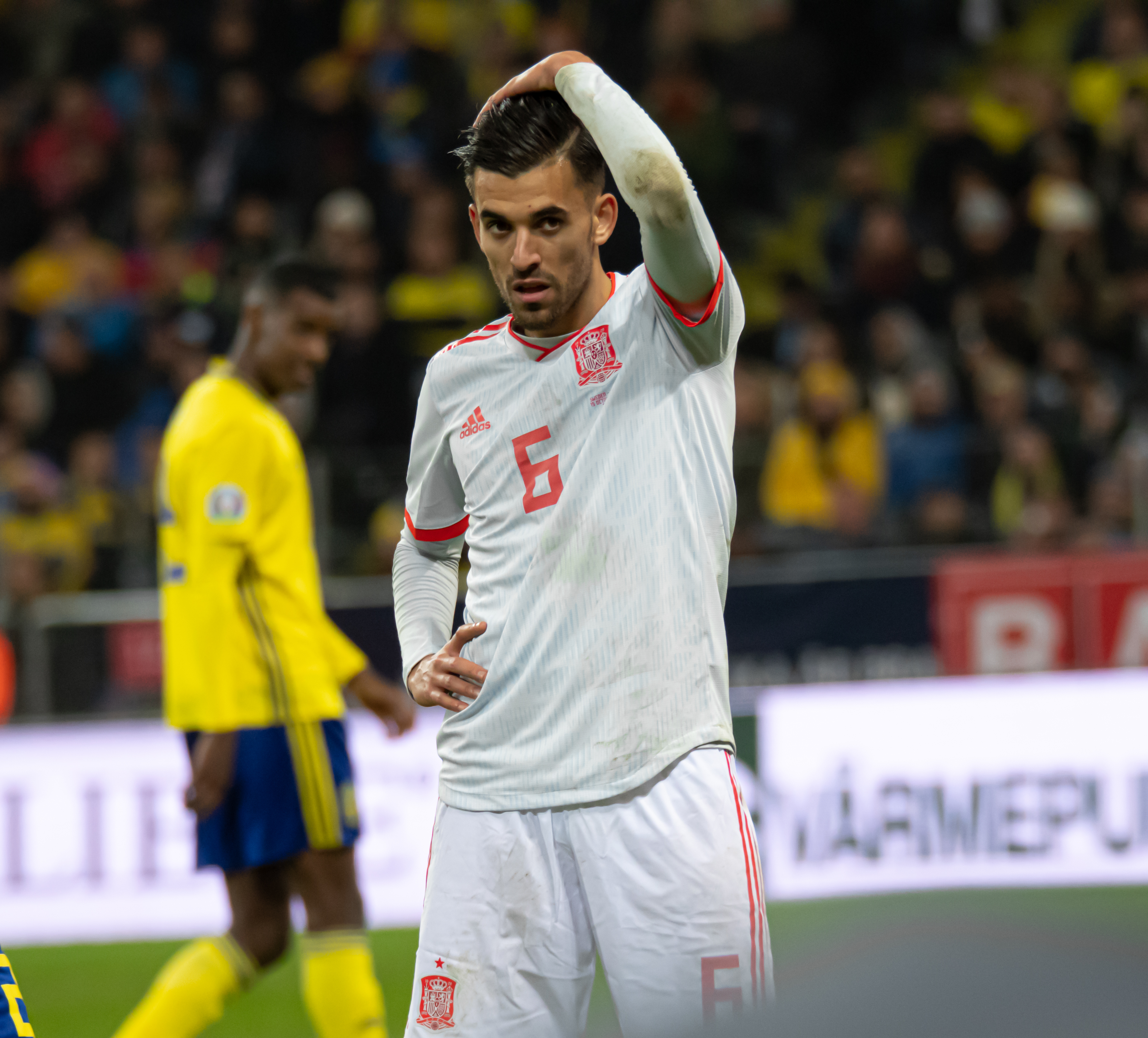

Дани выступал за юношескую и молодёжную сборные Испании. Принимал участие на юношеском чемпионате Европы 2015 в Грузии среди сборных до 19 лет и стал победителем турнира.
Себальос стал лучшим игроком молодёжного чемпионата Европы 2017 года, который проходил в Польше. В финале сборная Испании проиграла сверстникам из Германии и заняла почётное второе место.
Летом 2019 года Дани был приглашён в сборную для участия в Чемпионате Европы среди молодёжных команд, который состоялся в Италии. В первом матче в группе против хозяев турнира он отличился голом на 9-й минуте, однако его команда уступила 1:3. В третьем матче в группе против Польши он отличился голом на 71-й минуте и его команда разгромила соперника 5:0.

## Статистика

### За клуб
| Клуб               | Сезон            | Лига | Лига | Кубок | Кубок | Кубок лиги | Кубок лиги | Еврокубки | Еврокубки | Прочие1 | Прочие1 | Итого | Итого |
| Клуб               | Сезон            | Игры | Голы | Игры  | Голы  | Игры       | Голы       | Игры      | Голы      | Игры    | Голы    | Игры  | Голы  |
| ------------------ | ---------------- | ---- | ---- | ----- | ----- | ---------- | ---------- | --------- | --------- | ------- | ------- | ----- | ----- |
| Реал Бетис         | 2013/14          | 1    | 0    | 0     | 0     | —          | —          | —         | —         | —       | —       | 1     | 0     |
| Реал Бетис         | 2014/15          | 33   | 5    | 2     | 0     | —          | —          | —         | —         | —       | —       | 35    | 5     |
| Реал Бетис         | 2015/16          | 34   | 0    | 4     | 0     | —          | —          | —         | —         | —       | —       | 38    | 0     |
| Реал Бетис         | 2016/17          | 30   | 2    | 1     | 0     | —          | —          | —         | —         | —       | —       | 31    | 2     |
| Реал Бетис         | Всего            | 98   | 7    | 7     | 0     | —          | —          | —         | —         | —       | —       | 105   | 7     |
| Реал Мадрид        | 2017/18          | 12   | 2    | 5     | 0     | —          | —          | 4         | 0         | 1       | 0       | 22    | 2     |
| Реал Мадрид        | 2018/19          | 23   | 3    | 6     | 0     | —          | —          | 3         | 0         | 2       | 0       | 34    | 3     |
| Реал Мадрид        | 2021/22          | 11   | 0    | 2     | 0     | —          | —          | 5         | 0         | 0       | 0       | 18    | 0     |
| Реал Мадрид        | 2022/23          | 30   | 0    | 4     | 1     | —          | —          | 8         | 0         | 4       | 0       | 46    | 1     |
| Реал Мадрид        | 2023/24          | 20   | 0    | 2     | 0     | —          | —          | 3         | 1         | 3       | 0       | 28    | 1     |
| Реал Мадрид        | 2024/25          | 9    | 0    | 0     | 0     | —          | —          | 5         | 0         | 0       | 0       | 14    | 0     |
| Реал Мадрид        | Всего            | 105  | 5    | 19    | 1     | —          | —          | 28        | 1         | 10      | 0       | 162   | 7     |
| → Арсенал (Лондон) | 2019/20          | 24   | 0    | 5     | 1     | 2          | 0          | 6         | 1         | —       | —       | 37    | 2     |
| → Арсенал (Лондон) | 2020/21          | 25   | 0    | 0     | 0     | 3          | 0          | 12        | 0         | —       | —       | 40    | 0     |
| → Арсенал (Лондон) | Всего            | 49   | 0    | 5     | 1     | 5          | 0          | 18        | 1         | —       | —       | 77    | 2     |
| Всего за карьеру   | Всего за карьеру | 252  | 12   | 31    | 2     | 5          | 0          | 46        | 2         | 10      | 0       | 344   | 16    |

1 В графу «Прочие» также включены матчи Суперкубка Испании, Суперкубка УЕФА и Клубного кубка мира ФИФА.

### За сборную
| Матчи и голы Себальоса за сборную Испании | Матчи и голы Себальоса за сборную Испании | Матчи и голы Себальоса за сборную Испании | Матчи и голы Себальоса за сборную Испании | Матчи и голы Себальоса за сборную Испании | Матчи и голы Себальоса за сборную Испании | Матчи и голы Себальоса за сборную Испании |
| #                                         | Дата                                      | Место проведения                          | Соперник                                  | Итог                                      | Гол                                       | Соревнование                              |
| ----------------------------------------- | ----------------------------------------- | ----------------------------------------- | ----------------------------------------- | ----------------------------------------- | ----------------------------------------- | ----------------------------------------- |
| 1                                         | 11 сентября 2018                          | Мануэль Мартинес Валеро, Эльче            | Хорватия                                  | 6:0                                       | −                                         | Лига наций УЕФА (A)                       |
| 2                                         | 11 октября 2018                           | Миллениум, Кардифф                        | Уэльс                                     | 4:1                                       | −                                         | Товарищеский матч                         |
| 3                                         | 15 октября 2018                           | Бенито Вильямарин, Севилья                | Англия                                    | 2:3                                       | −                                         | Лига наций УЕФА (A)                       |
| 4                                         | 15 ноября 2018                            | Максимир, Загреб                          | Хорватия                                  | 2:3                                       | 1                                         | Лига наций УЕФА (A)                       |
| 5                                         | 18 ноября 2018                            | Гран-Канария, Лас-Пальмас                 | Босния и Герцеговина                      | 1:0                                       | −                                         | Товарищеский матч                         |
| 6                                         | 23 марта 2019                             | Месталья, Валенсия                        | Норвегия                                  | 2:1                                       | −                                         | Евро-2020. Квалификация                   |
| 7                                         | 5 сентября 2019                           | Арена Национале, Бухарест                 | Румыния                                   | 2:1                                       | −                                         | Евро-2020. Квалификация                   |
| 8                                         | 12 октября 2019                           | Уллевол, Осло                             | Норвегия                                  | 1:1                                       | −                                         | Евро-2020. Квалификация                   |
| 9                                         | 15 октября 2019                           | Френдс Арена, Сольна                      | Швеция                                    | 1:1                                       | −                                         | Евро-2020. Квалификация                   |

Итого: 9 матчей / 1 гол; 5 побед, 2 ничьи, 2 поражения.

## Достижения

### Командные достижения
«Реал Мадрид»
- Чемпион Испании (2): 2021/22, 2023/24
- Обладатель Кубка Испании: 2022/23
- Обладатель Суперкубка Испании (2): 2017, 2021/22
- Победитель Лиги чемпионов УЕФА (3): 2017/18, 2021/22, 2023/24
- Обладатель Суперкубка УЕФА (3): 2017, 2022, 2024
- Победитель Клубного чемпионата мира (3): 2017, 2018, 2022
- Обладатель Межконтинентального кубка: 2024

«Арсенал»
- Обладатель Кубка Англии: 2019/20

Сборная Испании (до 19 лет)
- Чемпион Европы: 2015

Сборная Испании (до 21 года)
- Чемпион Европы: 2019
- Вице-чемпион Европы: 2017

### Личные достижения
- Лучший игрок чемпионата Европы (до 21 года): 2017